# Żelazny Promień

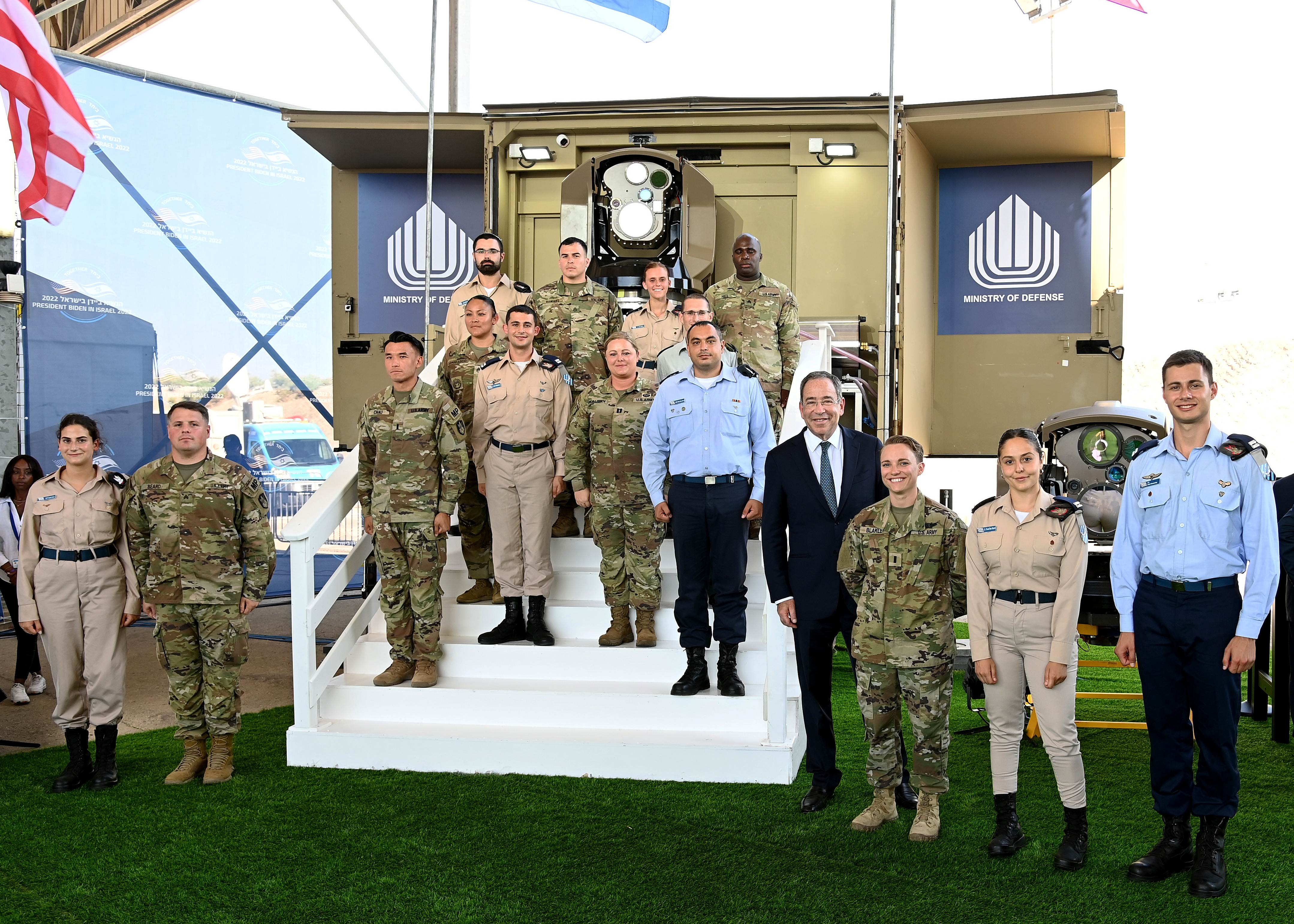
Prezentacja systemu podczas wizyty prezydenta Joego Bidena w Izraelu w 2022 roku

Żelazny Promień   (ang. Iron Beam, hebr. מגן אור, Magen Or lub hebr. קרן ברזל, Keren Barzel) – izraelski laserowy system obrony powietrznej. System został zaprojektowany przez przedsiębiorstwo Rafael Advanced Defense Systems przy wsparciu Mafat i ma stanowić dopełnienie Żelaznej Kopuły w kwestii zwalczania celów na krótkim dystansie. System może być używany statycznie lub w ruchu na lądzie, morzu i w powietrzu przeciwko pociskom moździerzowym, pociskom rakietowym i małym dronom.
Po raz pierwszy system został zaprezentowany w 2014 roku podczas Singapore Airshow. W 2022 roku Żelazny Promień przeszedł pomyślnie testy poligonowe.

## Historia rozwoju
Żelazny Promień został zaprezentowany w lutym 2014 roku w Singapurze podczas Singapore Airshow. Gazeta „Ha-Arec” nazwała broń „technologią w stylu Gwiezdnych wojen”. W wywiadzie udzielonym w 2014 roku ówczesny prezes Rafael Advanced Defense Systems Jedidja Ja’ari podał, że Żelazny Promień będzie stanowić uzupełnienie systemu obrony powietrznej Izraela o najkrótszym zasięgu. Ja’ari ujawnił także, że systemem zainteresowane było już Ministerstwo Obrony Izraela .
W 2015 roku system był nadal w fazie badań i testów. Oszacowano, że Rafael potrzebować będzie co najmniej pięciu lat, żeby system osiągnął pełną sprawność bojową .
W 2018 roku minister obrony Awigdor Lieberman uznał, że zagrożenie ze strony Hezbollahu na granicy izraelsko-libańskiej rośnie (przykład operacji „Północna Tarcza)” i należy przyspieszyć prace nad Żelaznym Promieniem. Podkreślono, że wdrożenie broni laserowej pozwoli zredukować koszty związane z przechwytywaniem pocisków rakietowych przez Żelazną Kopułę. Według izraelskich szacunków zestrzelenie jednego celu przez Żelazną Kopułę to koszty od ok. 50 do 100 tys. dolarów amerykańskich. Laser pozwoli zredukować tę kwotę do przedziału 1–2 tys. dolarów. Przedstawiciele przemysłu zbrojeniowego zaznaczyli także, że zwiększenie budżetu na badania i rozwój ułatwi prace nad sprzętem, który pozwoli uzyskać odpowiednio silną wiązkę w krótkim czasie, aby zestrzelić cel .
W 2020 roku przedsiębiorstwo Rafael ogłosiło opracowanie laserowego systemu obrony powietrznej. Zapewniono, że system będzie w stanie zestrzeliwać pociski moździerzowe, pociski rakietowe (np. wystrzeliwane z wyrzutni BM-21 Grad), małe drony oraz pociski przeciwpancerne. Potwierdzono także możliwość użycia systemu z ziemi, morza i powietrza .
W kwietniu 2022 roku poinformowano o przeprowadzeniu udanych prób poligonowych systemu . W lipcu 2022 roku system został zaprezentowany na lotnisku im. Dawida Ben Guriona prezydentowi Stanów Zjednoczonych Joemu Bidenowi podczas jego wizyty w Izraelu. W grudniu tego samego roku Rafael nawiązał z Lockheed Martin współpracę w dalszych pracach i testach nad Żelaznym Promieniem w Izraelu i Stanach Zjednoczonych. Ma to także ułatwić dostępność systemu na rynku amerykańskim .

## Konstrukcja
Zestaw Żelaznego Promienia składać się ma z radaru, generatora, mobilnej platformy, centrum dowodzenia (tzw. command and control, C2) i dwóch jednostek HEL . System oparty jest na wykorzystaniu technologii lasera elektrycznego. Urządzenie generujące wiązkę ma moc 100 kW  . System wykrywania i naprowadzania pozwala na zniszczenie celu w pięć sekund od namierzenia. Maksymalny zasięg systemu nie został potwierdzony, ale dotychczasowe testy odbywały się na odległość do 7 km.
System może przechwytywać pociski moździerzowe, pociski rakietowe (wystrzeliwane z wyrzutni BM-21 Grad), kierowane pociski przeciwpancerne (np. 9M133 Kornet) oraz małe drony. Rafael pracuje także nad możliwością wykorzystania Żelaznego Promienia jako wsparcia dla sił lądowych z transporterów opancerzonych lub ciężarówek, a także wsparcia dla Sił Powietrznych Izraela, aby przechwytywać pociski przeciwlotnicze .
Według zapewnień Rafael Advanced Defense Systems system może być zintegrowany z różnymi platformami i systemami obrony powietrznej.
Z racji tego, że skuteczność użycia lasera zależy od warunków pogodowych i przestrzennych, to Izraelczycy uznali za najbardziej efektywne zintegrowanie Żelaznego Promienia z Żelazną Kopułą. W ten sposób efektor laserowy będzie wspomagany przez efektor kinetyczny .